# 스컬리
스컬리(영어: skirlie)는 자른귀리(오트밀)를 양파, 조미료 등과 함께 쇠기름(드리핑)에 볶은 스코틀랜드 음식이다. 삶은 감자에 곁들이거나, 새고기나 사냥 고기 요리 시 뱃속에 채우는 소로 쓴다.

## 같이 보기
- 화이트 푸딩